# Saint-Martin-Longueau
Saint-Martin-Longueau és un municipi francès, situat al departament de l'Oise i a la regió dels Alts de França. L'any 2007 tenia 1.468 habitants.

## Demografia

### Població
El 2007 la població de fet de Saint-Martin-Longueau era de 1.468 persones. Hi havia 536 famílies de les quals 96 eren unipersonals (28 homes vivint sols i 68 dones vivint soles), 136 parelles sense fills, 252 parelles amb fills i 52 famílies monoparentals amb fills.
La població ha evolucionat segons el següent gràfic:
Habitants censats

### Habitatges
El 2007 hi havia 564 habitatges, 531 eren l'habitatge principal de la família, 5 eren segones residències i 27 estaven desocupats. 532 eren cases i 31 eren apartaments. Dels 531 habitatges principals, 446 estaven ocupats pels seus propietaris, 81 estaven llogats i ocupats pels llogaters i 4 estaven cedits a títol gratuït; 4 tenien una cambra, 20 en tenien dues, 72 en tenien tres, 141 en tenien quatre i 294 en tenien cinc o més. 456 habitatges disposaven pel capbaix d'una plaça de pàrquing. A 204 habitatges hi havia un automòbil i a 302 n'hi havia dos o més.

### Piràmide de població
La piràmide de població per edats i sexe el 2009 era:
| Homes | Edats   | Dones |
| ----- | ------- | ----- |
| 0     | 95 o +  | 0     |
| 0     | 90 a 94 | 0     |
| 0     | 85 a 89 | 8     |
| 0     | 80 a 84 | 0     |
| 8     | 75 a 79 | 12    |
| 16    | 70 a 74 | 16    |
| 20    | 65 a 69 | 24    |
| 32    | 60 a 64 | 36    |
| 32    | 55 a 59 | 28    |
| 68    | 50 a 54 | 36    |
| 32    | 45 a 49 | 60    |
| 72    | 40 a 44 | 40    |
| 68    | 35 a 39 | 104   |
| 52    | 30 a 34 | 56    |
| 44    | 25 a 29 | 40    |
| 20    | 20 a 24 | 20    |
| 44    | 15 a 19 | 56    |
| 60    | 10 a 14 | 64    |
| 52    | 5 a 9   | 76    |
| 60    | 0 a 4   | 48    |

## Economia
El 2007 la població en edat de treballar era de 986 persones, 738 eren actives i 248 eren inactives. De les 738 persones actives 670 estaven ocupades (354 homes i 316 dones) i 68 estaven aturades (35 homes i 33 dones). De les 248 persones inactives 84 estaven jubilades, 96 estaven estudiant i 68 estaven classificades com a «altres inactius».

### Ingressos
El 2009 a Saint-Martin-Longueau hi havia 529 unitats fiscals que integraven 1.514 persones, la mediana anual d'ingressos fiscals per persona era de 19.746 €.

### Activitats econòmiques
Dels 49 establiments que hi havia el 2007, 2 eren d'empreses extractives, 1 d'una empresa alimentària, 2 d'empreses de fabricació de material elèctric, 2 d'empreses de fabricació d'altres productes industrials, 9 d'empreses de construcció, 13 d'empreses de comerç i reparació d'automòbils, 6 d'empreses de transport, 2 d'empreses d'hostatgeria i restauració, 1 d'una empresa immobiliària, 5 d'empreses de serveis, 2 d'entitats de l'administració pública i 4 d'empreses classificades com a «altres activitats de serveis».
Dels 17 establiments de servei als particulars que hi havia el 2009, 5 eren tallers de reparació d'automòbils i de material agrícola, 1 taller d'inspecció tècnica de vehicles, 1 paleta, 1 fusteria, 1 lampisteria, 4 electricistes, 1 empresa de construcció i 3 perruqueries.
Dels 2 establiments comercials que hi havia el 2009, 1 era una botiga de menys de 120 m² i 1 una joieria.

## Equipaments sanitaris i escolars
El 2009 hi havia una escola elemental integrada dins d'un grup escolar amb les comunes properes formant una escola dispersa.

## Poblacions més properes
El següent diagrama mostra les poblacions més properes.